# Santu Teru
Il Santu Teru è un  fiume a regime torrentizio che scorre in Italia, nella regione Sardegna. È un affluente del Flumini Mannu.

## Percorso
Il Santu Teru nasce alle pendici del monte Corongedda (496 m s.l.m.), in territorio di Siurgus Donigala, col nome di rio Cannisoni. Lambisce poi i centri di Sisini e Arixi in territorio di Senorbì.
Riceve in prossimità della strada statale 547 di Guasila, come affluente di sinistra, il Cardaxius; poco dopo sfocia nel Flumini Mannu